# Église Saint-Pierre de Mailly-Maillet
Pour les articles homonymes, voir Église Saint-Pierre.
L'église Saint-Pierre est une église catholique située à Mailly-Maillet, en France. C'est l'une des églises rurales les plus décorées de l'ancienne région administrative Picardie.

## Historique
L'église Saint-Pierre (ou Saint-Antoine) de Mailly-Maillet a été construite au XVIe siècle  sous le patronage d'Isabeau d'Ailly, petite-fille naturelle du duc de Bourgogne Philippe le Bon et épouse de Jean III de Mailly, entre 1509 et 1516.
Elle subit des destructions lors de l'invasion espagnole de 1636.
Elle fut restaurée aux XVIIe et XVIIIe siècles puis au XIXe siècle par Théophile Caudron.
L'édifice a été classé au titre des monuments historiques en 1901.
En 1916, il fut une nouvelle fois victime de la guerre mais fut restauré durant l'entre-deux-guerres.

## Architecture et décoration

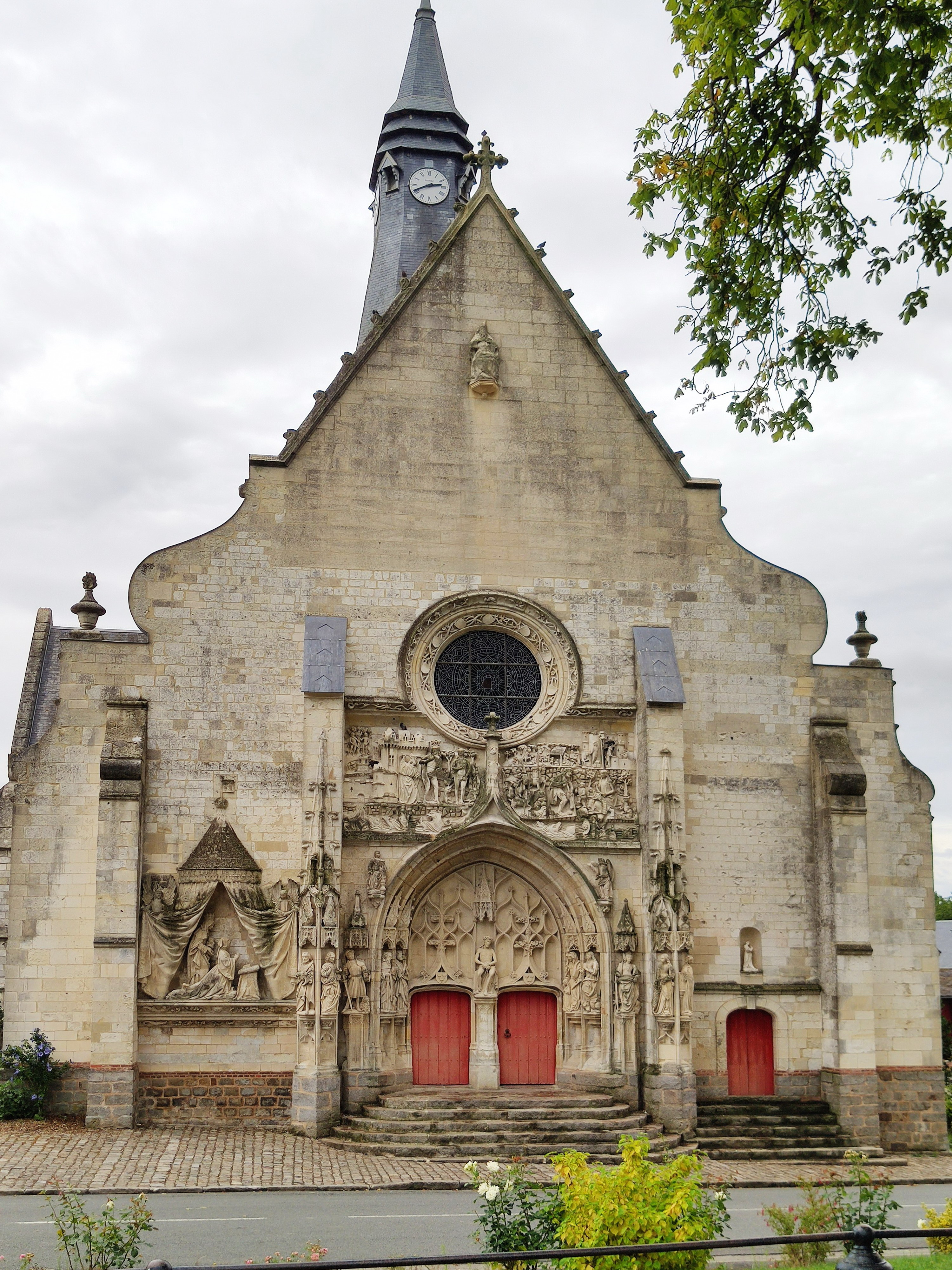
Façade de l'église de Mailly-Maillet.

### La façade
C'est une des plus belles façades à image de Picardie,,.

#### Le portail
Il s'ouvre sur une porte géminée en anse de panier, sous un grand tympan décoré d'un faisceau flamboyant sans ouverture. Ce tympan est l’œuvre d'Antoine Morel, entailleur d'images établi en 1510 à Mailly-Maillet.
Au trumeau, figure une statue du Christ de pitié dit Dieu piteux avec à sa gauche : saint Pierre, saint Antoine Ermite, saint Adrien en armure d'époque Louis XII, saint Jean-Baptiste, à sa droite:  sainte Anne et la Vierge enfant, sainte Marguerite, sainte Catherine avec la roue brisée, sainte Jeanne, sainte Barbe. Dans les écoinçons est représentée l'Annonciation.

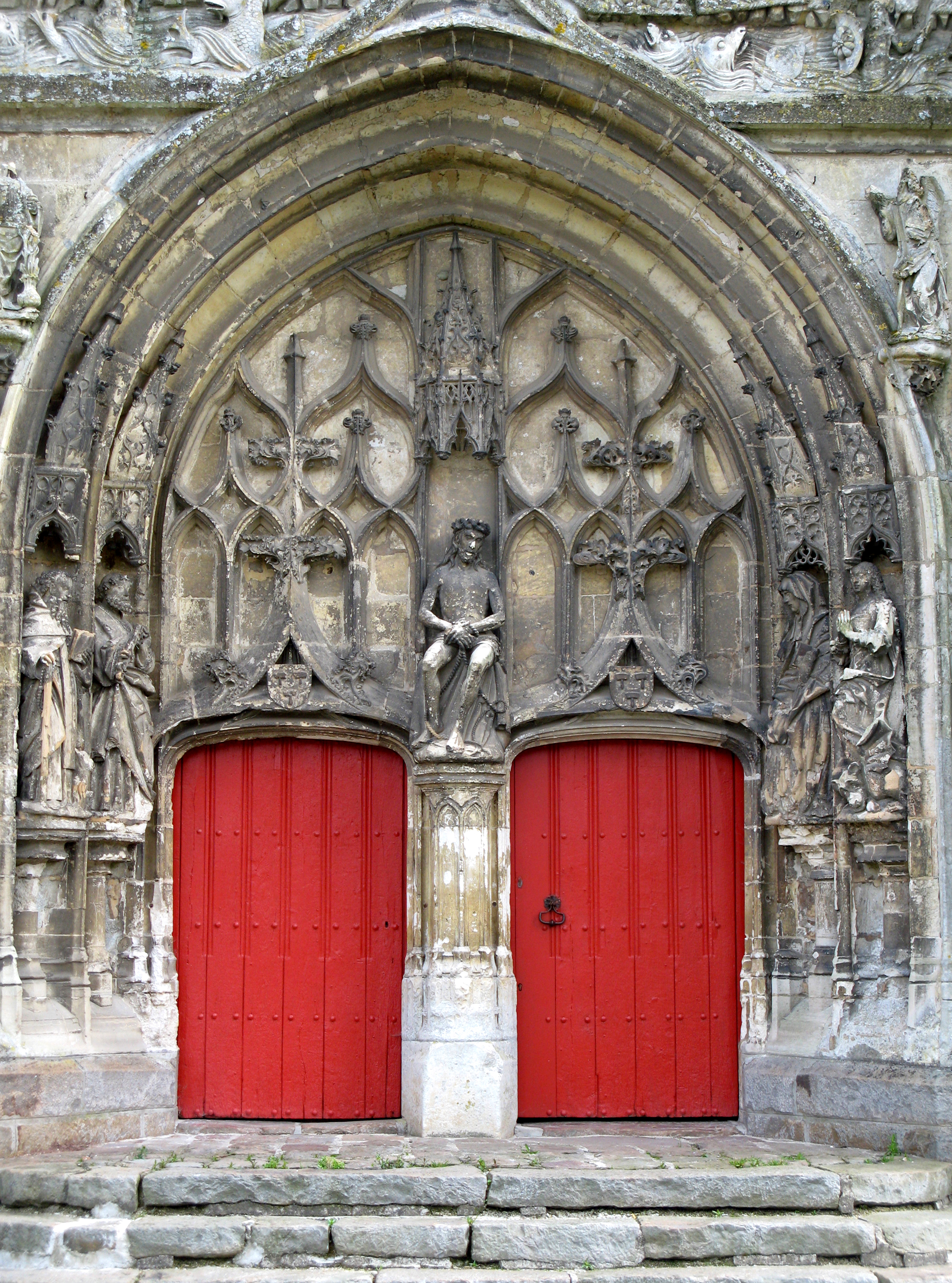
Le portail
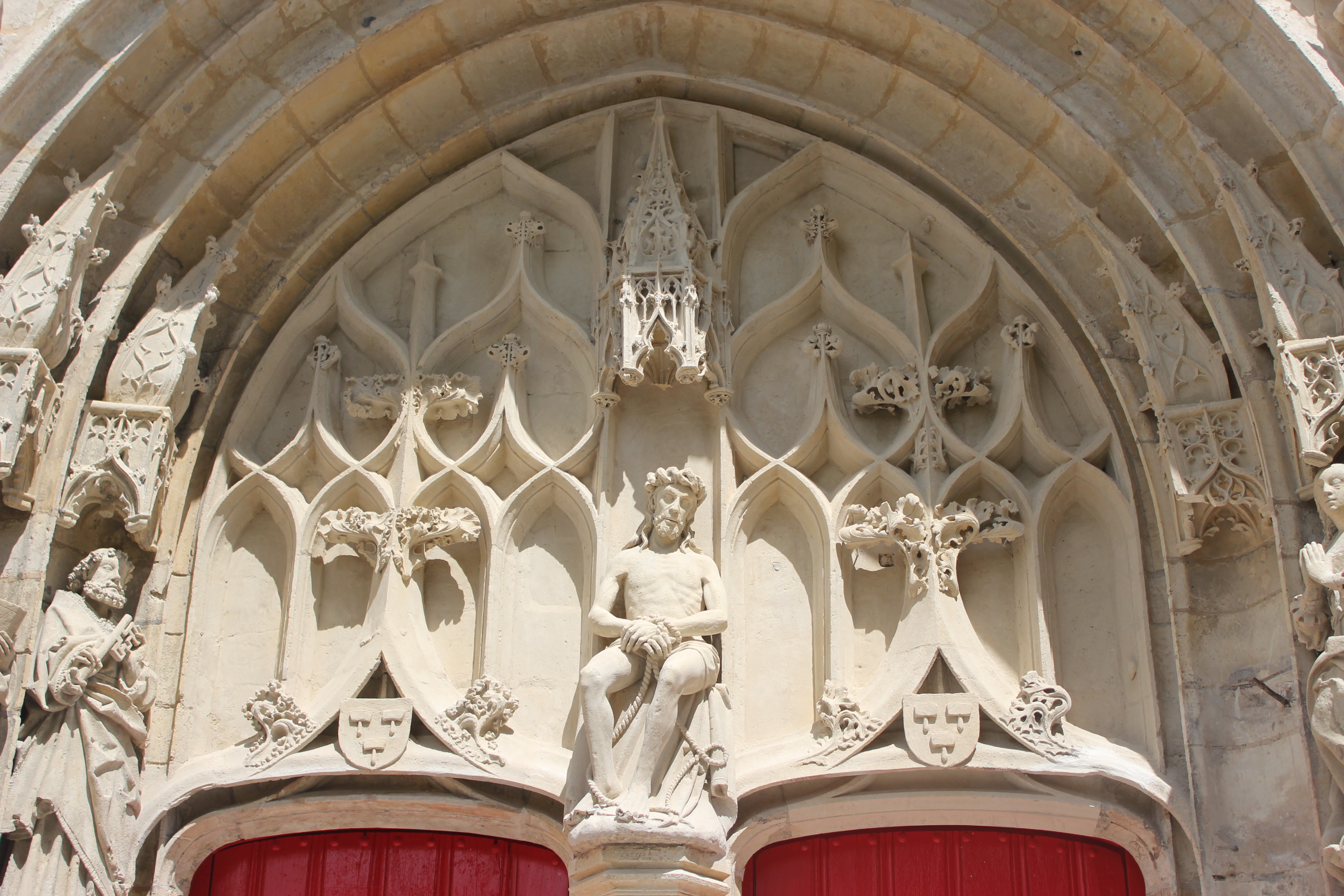
Détail du trumeau

#### Le tympan
Au-dessus du portail, de part et d'autre du gâble en accolade, un tableau sculpté retrace la vie des premiers hommes :
- en haut, à gauche, Adam et Ève chassés du Paradis terrestre,
- à droite, Adam et Ève travaillant (Adam bêche et Eve file) entourés d’animaux,

Au-dessous, des petites scènes : 
- le meurtre d'Abel, au bord de la mer avec sirènes, dieux marins et dauphin,
- la première famille au repos,
- la construction de la Tour de Babel[2].

Tympan de l'église
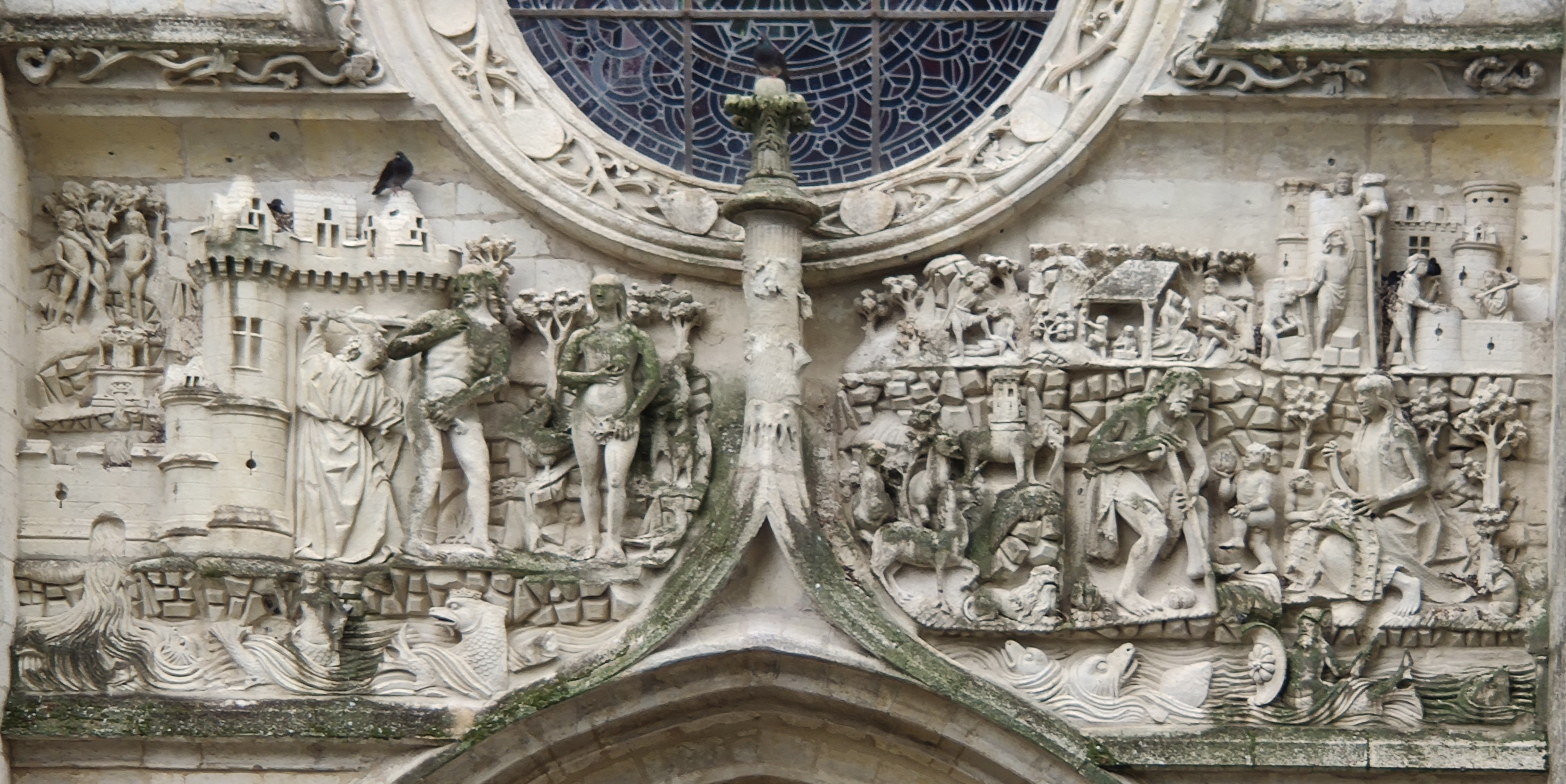
Le tympan
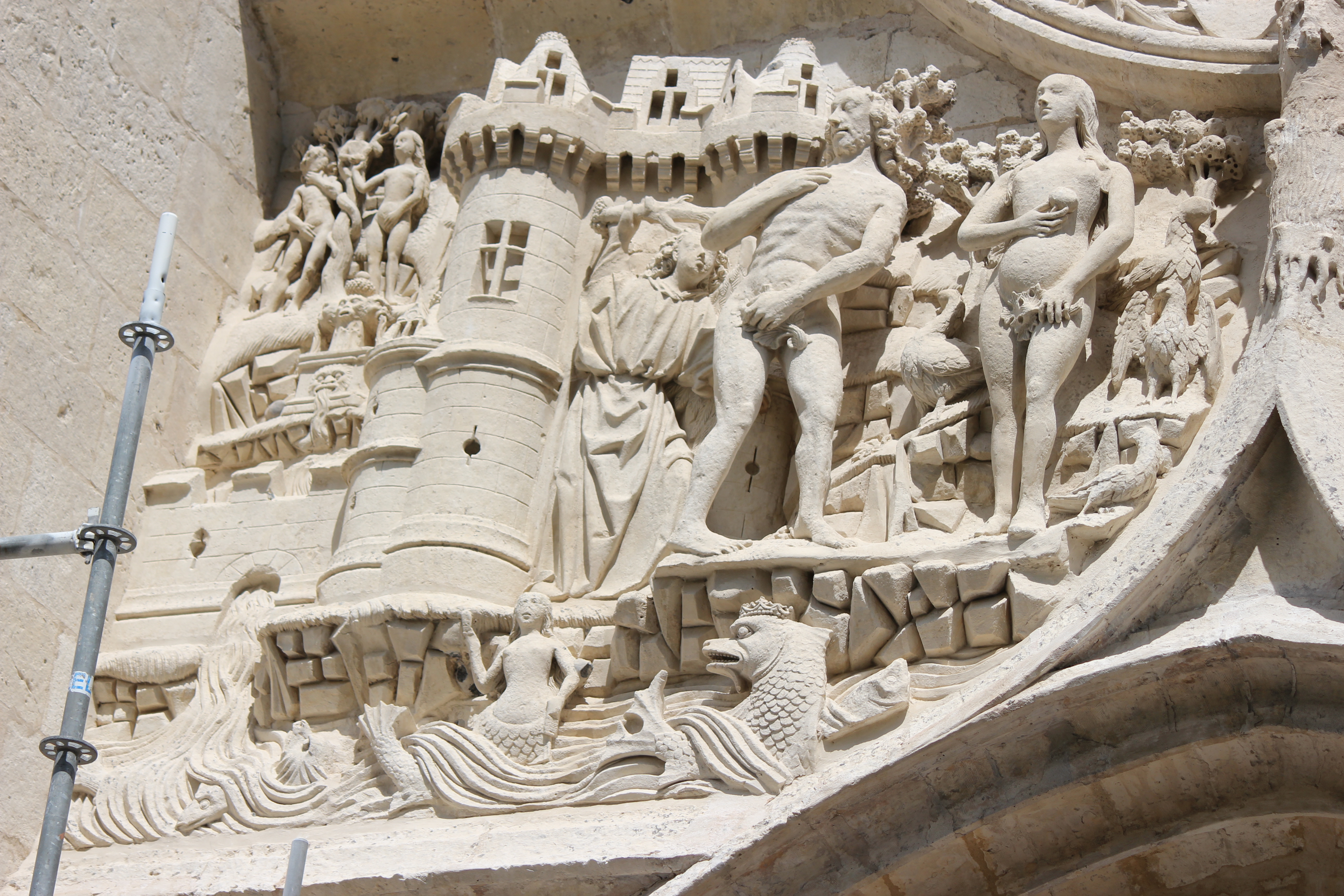
Détail de la partie gauche
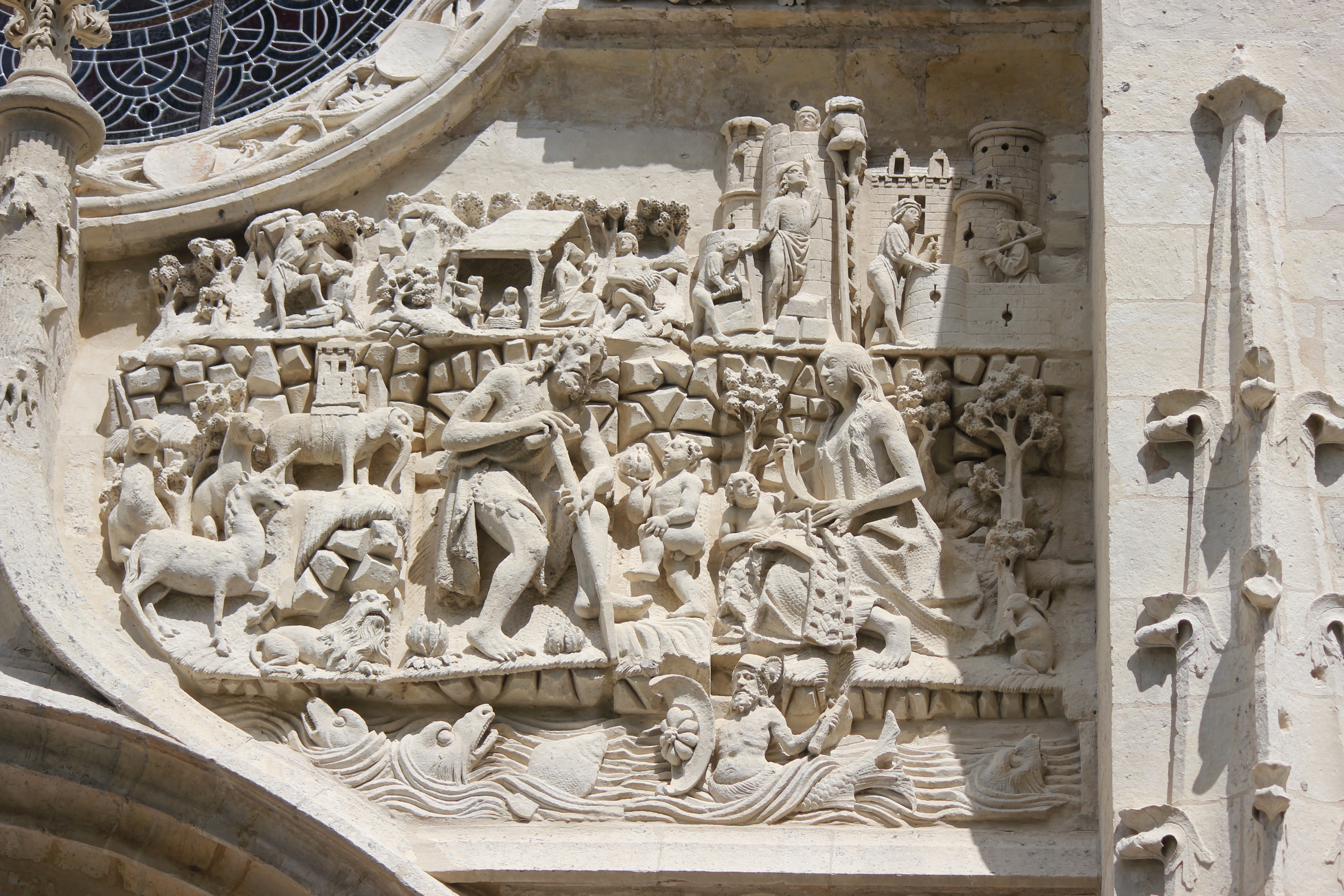
Détail de la partie droite

#### Partie gauche de la façade
Elle abrite le monument funéraire d'Isabeau de Tilly, femme de J. de Mailly. Est sculptée une tente armoriée, où on peut lire la devise : "Tout pour le mieux". Les courtines sont relevées par des anges encadrant la donatrice agenouillée en prière, tournée vers le Christ de pitié, présentée par sainte Élisabeth de Hongrie, sa patronne,.

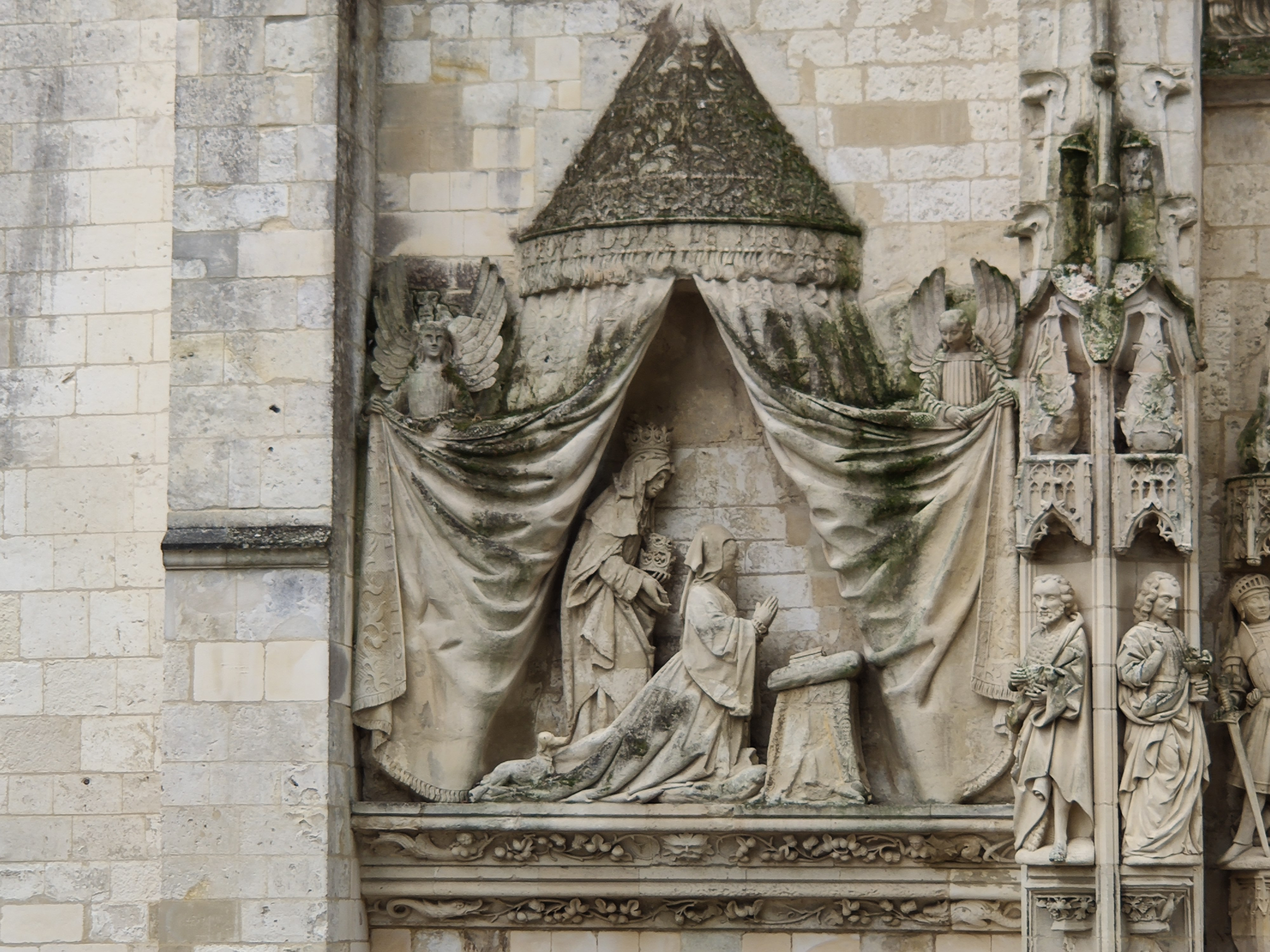
Le monument funéraire d'Isabeau de Tilly, femme de J. de Mailly.

### L'intérieur
Sur le revers de la façade, autour de l'oculus, sont sculptées onze scènes de la Passion.
L'église conserve un certain nombre d'objets et d'œuvres d'art protégés en tant que monuments historiques au titre d'objet :
- une statue du Christ aux liens, en bois polychrome du XVIe siècle ;
- des lambris de revêtement du XVIIe siècle ;
- chaire de 1757, en bois avec décor sculpté par Doucet, sculpteur à Albert ;
- deux bancs à quatre stalles en bois du XVIIIe siècle ;
- la clôture du chœur, grille en fer noir avec éléments dorés du XVIIIe siècle, réalisée par le serrurier Jean Ducrot ;
- le maître-autel avec retable, tabernacle, cinq statues de la fin du XVIIIe siècle : saint Pierre, saint Paul, Vierge à l'Enfant ; le Christ au jardin des oliviers et deux anges adorateurs attribués à Jacques-Firmin Vimeux ; le tableau représentant l'Adoration des bergers d'après José de Ribera a été réalisé en 1935 par le peintre Bonvallet ;
- l'autel de la Vierge avec trois statues : sainte Anne, sainte Catherine et la Vierge à l'Enfant,
- l'autel de Saint-Nicolas avec cinq statues : saint Pierre, saint Sébastien, saint Nicolas, saint Eloi et saint Léger de la fin du XVIIIe siècle, œuvres des menuisiers Jean et Louis Boucher ;
- la clôture des autels latéraux en fer forgé œuvre du ferronnier Nicolas Lefèvre (XVIIIe siècle) ;
- une crédence en fer et métal de la fin du XVIIIe siècle ;
- statues de saint Roch et saint Jean-Baptiste en bois du XVIIIe siècle ;
- croix en bois avec Christ en ivoire du XVIIIe siècle ;
- ainsi qu'un ensemble d'objets de culte.

## Pour approfondir